# 梅尔卡泰勒
梅尔卡泰勒（法語：Mercatel，法語發音：[mɛʁkatɛl]）是法国上法蘭西大區加来海峡省的一个市镇，属于阿拉斯区。

## 地理
梅尔卡泰勒（50°14'8"N, 2°47'45"E）面积5.76 平方千米，位于法国上法蘭西大區加来海峡省，该省份为法国北部沿海省份，西北濒北海，南至索姆省，东临北部省。
与梅尔卡泰勒接壤的市镇（或旧市镇、城区）包括：博兰、阿尼、布瓦里贝克雷勒、布瓦勒欧蒙、布瓦勒圣马克、菲舍、讷维尔维塔斯。

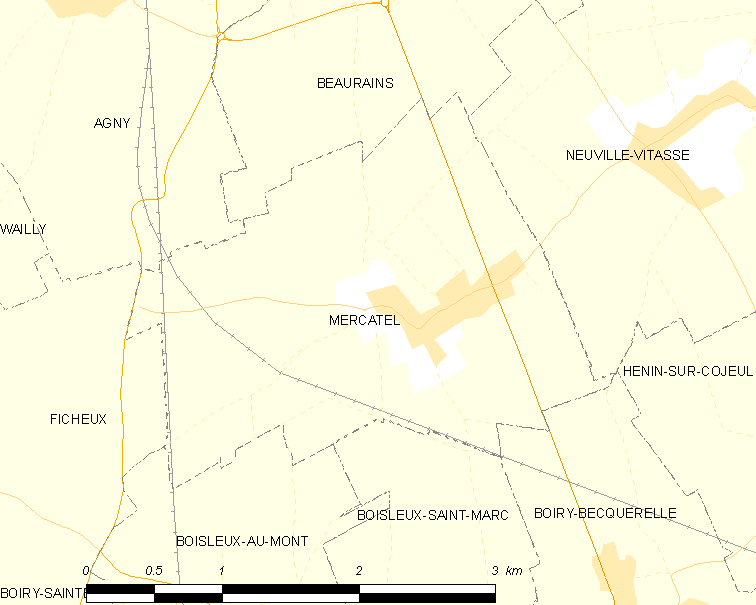
梅尔卡泰勒的OSM定位图

梅尔卡泰勒的时区为UTC+01:00、UTC+02:00（夏令时）。

## 行政
梅尔卡泰勒的邮政编码为62217，INSEE市镇编码为62568。

## 政治
梅尔卡泰勒所属的省级选区为阿拉斯第三县。

## 人口

1962-2008年间梅尔卡泰勒人口变化图示

梅尔卡泰勒于2022年1月1日时的人口数量为726人。